# Cozinha de fusão

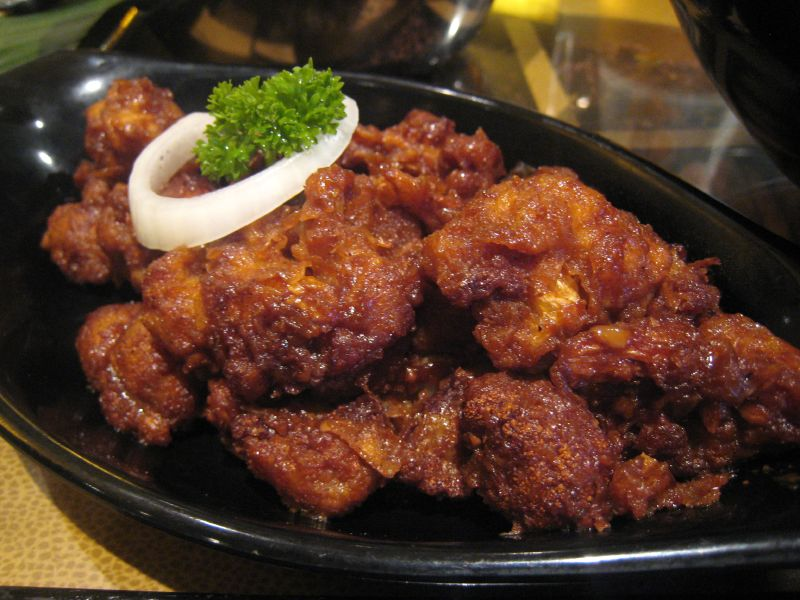
O gobi manchurian é um prato de fusão sino-indiana que consiste em couve-flor frita. O prato é popular na Índia e em restaurantes indianos, bem como em restaurantes do sul da Ásia em todo o mundo.

A cozinha de fusão é uma culinária que combina elementos de diferentes tradições culinárias originárias de diferentes países, regiões ou culturas. Elas podem ocorrer naturalmente e se tornar aspectos de cozinhas culturalmente relevantes, ou podem fazer parte do movimento pós-1970 para inovações contemporâneas em restaurantes.

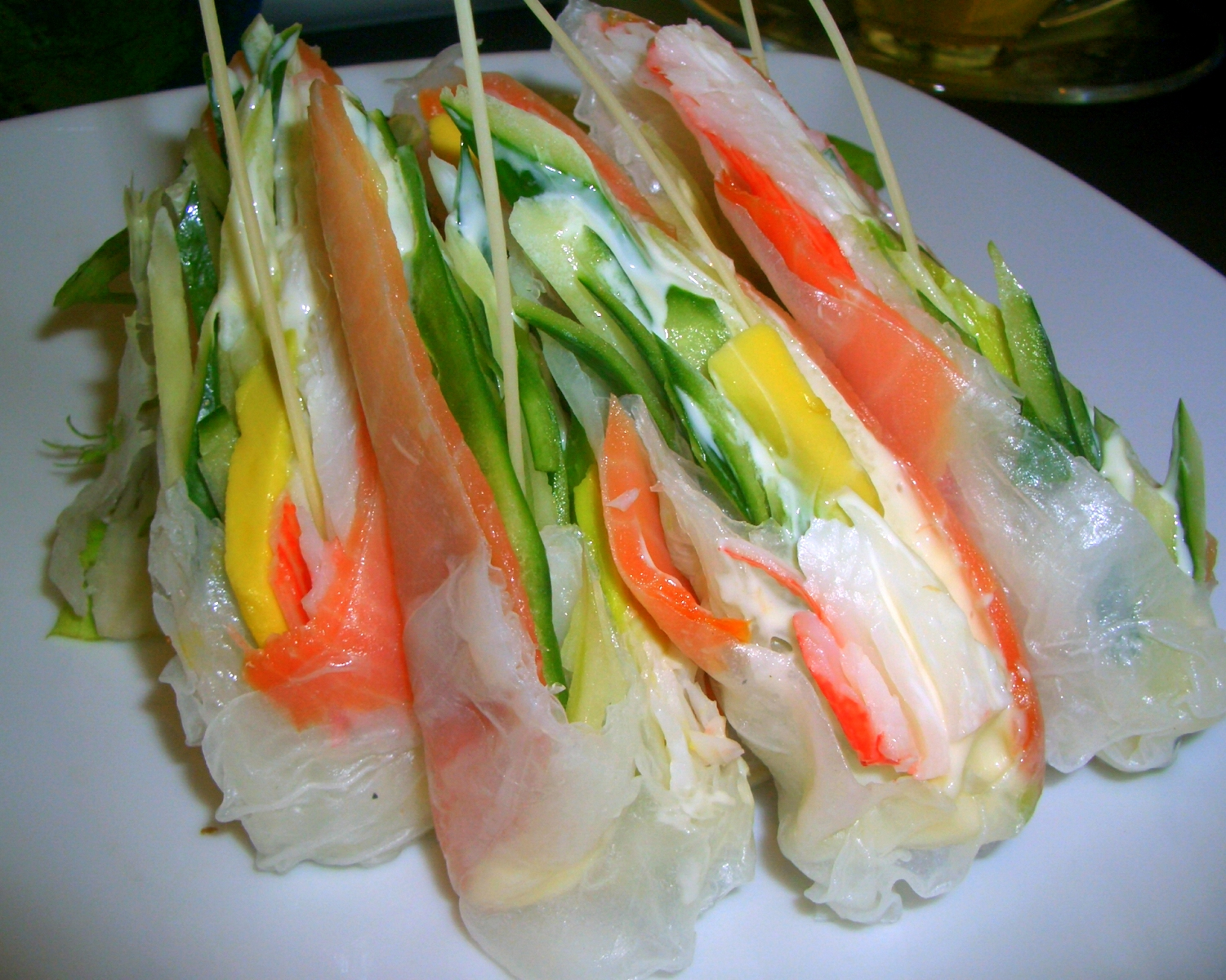
Exemplo de um prato de fusão: combinação de salmão defumado envolto em papel de arroz, com abacate, pepino e palitos de caranguejo.

O termo fusion cuisine ("cozinha de fusão"), adicionado ao Oxford English Dictionary em 2002, é definido como "um estilo de culinária que mistura ingredientes e métodos de preparação de diferentes países, regiões ou grupos étnicos; alimentos preparados nesse estilo".

## Categorias

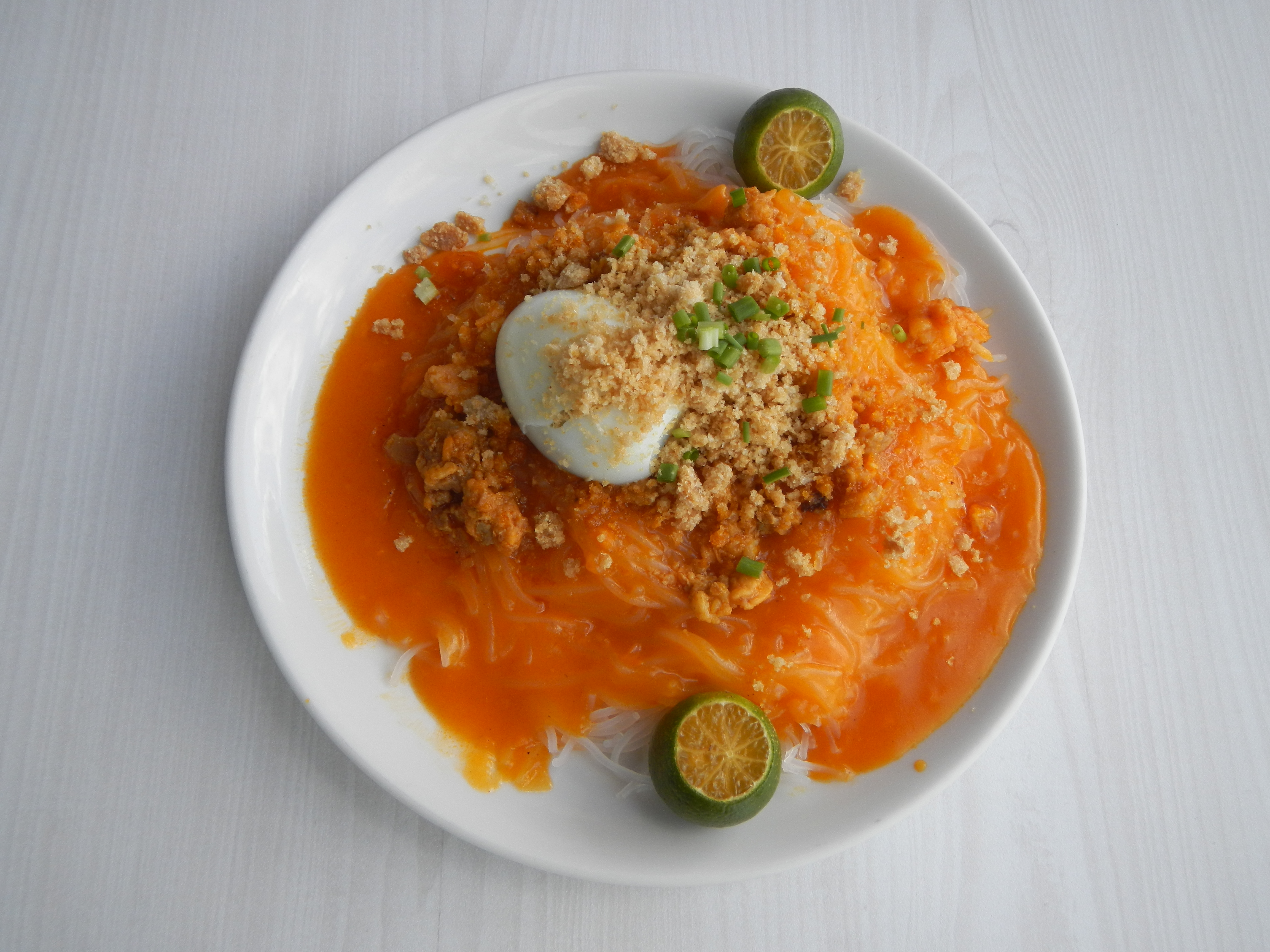
O pancit palabok, na culinária filipina, combina macarrão de arroz e tofu da China com flocos de peixe defumado nativo em um molho de camarão tingido de laranja brilhante com sementes de urucum do México e guarnecido com chicharon esmagado da Espanha. É servido regado com calamansi nativo.

A cozinha de fusão é criada pela combinação de várias técnicas de cozimento de diferentes culturas para produzir um novo tipo de alimento. Embora seja comumente inventada por chefs, a culinária de fusão pode ocorrer naturalmente nas diferentes culinárias de uma região ou sub-região. Essas podem incluir regiões maiores, como a culinária do leste asiático, a culinária europeia e a culinária do sudoeste americano, bem como culinárias étnicas mais específicas e elogiadas, como a culinária chinesa, a culinária japonesa, a culinária coreana, a culinária francesa, a culinária italiana e a culinária do Novo México.
Os chefs dos restaurantes de fusão asiática combinam as várias culinárias de diferentes países asiáticos e se tornaram populares em muitas partes dos Estados Unidos e do Reino Unido. Com frequência, são apresentados pratos do Leste Asiático, do Sudeste Asiático e do Sul da Ásia lado a lado, oferecendo pratos que são combinações inspiradas dessas culinárias. A culinária da Califórnia é considerada uma cultura de fusão, inspirando-se principalmente na Itália, na França, no México, na ideia da delicatesse europeia e no Leste Asiático, e depois criando pratos tradicionais dessas culturas com ingredientes não tradicionais, como a pizza da Califórnia. Um exemplo importante é a culinária oceânica, que combina as diferentes culinárias das várias nações insulares. No Reino Unido, o fish and chips (peixe com batatas fritas) pode ser visto como um dos primeiros pratos de fusão, devido à combinação de ingredientes provenientes das culinárias judaica, francesa e belga. A culinária filipina também é às vezes caracterizada como a "culinária de fusão asiática original", combinando tradições e ingredientes da culinária nativa com as culinárias muito diferentes da Espanha, México, China e Estados Unidos, entre outras, devido à sua história colonial única.
Na Austrália, devido ao crescente fluxo de imigrantes, a culinária de fusão está sendo reinventada e está se tornando cada vez mais a norma em vários cafés e restaurantes, com restaurantes australianos modernos de fusão asiática, como o Tetsuya's em Sydney, bem classificados nos 50 Melhores Restaurantes do Mundo. Outra versão da culinária de fusão implementa uma abordagem mais eclética, que geralmente apresenta pratos originais que combinam variedades de ingredientes de várias culinárias e regiões. Esse tipo de restaurante pode apresentar uma grande variedade de pratos inspirados em uma combinação de várias cozinhas regionais com novas ideias. As comidas da Malásia (e também da Indonésia) são outro exemplo popular de cozinha de fusão entre as cozinhas malaia, javanesa, chinesa e indiana e leves influências das cozinhas tailandesa, portuguesa, holandesa e britânica.

## Tipos
Outra forma de comida de fusão pode ser criada com a utilização de ingredientes e sabores de uma cultura para criar um toque único em um prato de culturas diferentes. Por exemplo, uma pizza de taco é um tipo de pizza criada com ingredientes de taco, como queijo cheddar e pepper jack, salsa, feijão refrito e outros ingredientes comuns de taco, fundindo as culinárias italiana e mexicana.
Abordagens semelhantes foram usadas para sushi de fusão, como enrolar maki com diferentes tipos de arroz e ingredientes, como curry e arroz basmati, queijo e salsa com arroz espanhol, ou cordeiro moído temperado e alcaparras enrolados com arroz ao estilo grego e folhas de uva, que se assemelham a dolmades de dentro para fora. Algumas culinárias de fusão tornaram-se aceitas como uma culinária nacional, como a culinária nikkei peruana, que combina temperos e especiarias japonesas e ingredientes peruanos, como o ají, com frutos do mar. Um prato nikkei peruano por excelência é o maki acevichado, que consiste em ceviche com abacate enrolado em maki.
A Arábia Saudita tem investido em recursos para preservar sua cultura. Em Jeddah, diferentes culturas da África e da Ásia usaram a combinação dos temperos da Arábia Saudita para criar novos alimentos de fusão encontrados em toda a região e no país.

## História

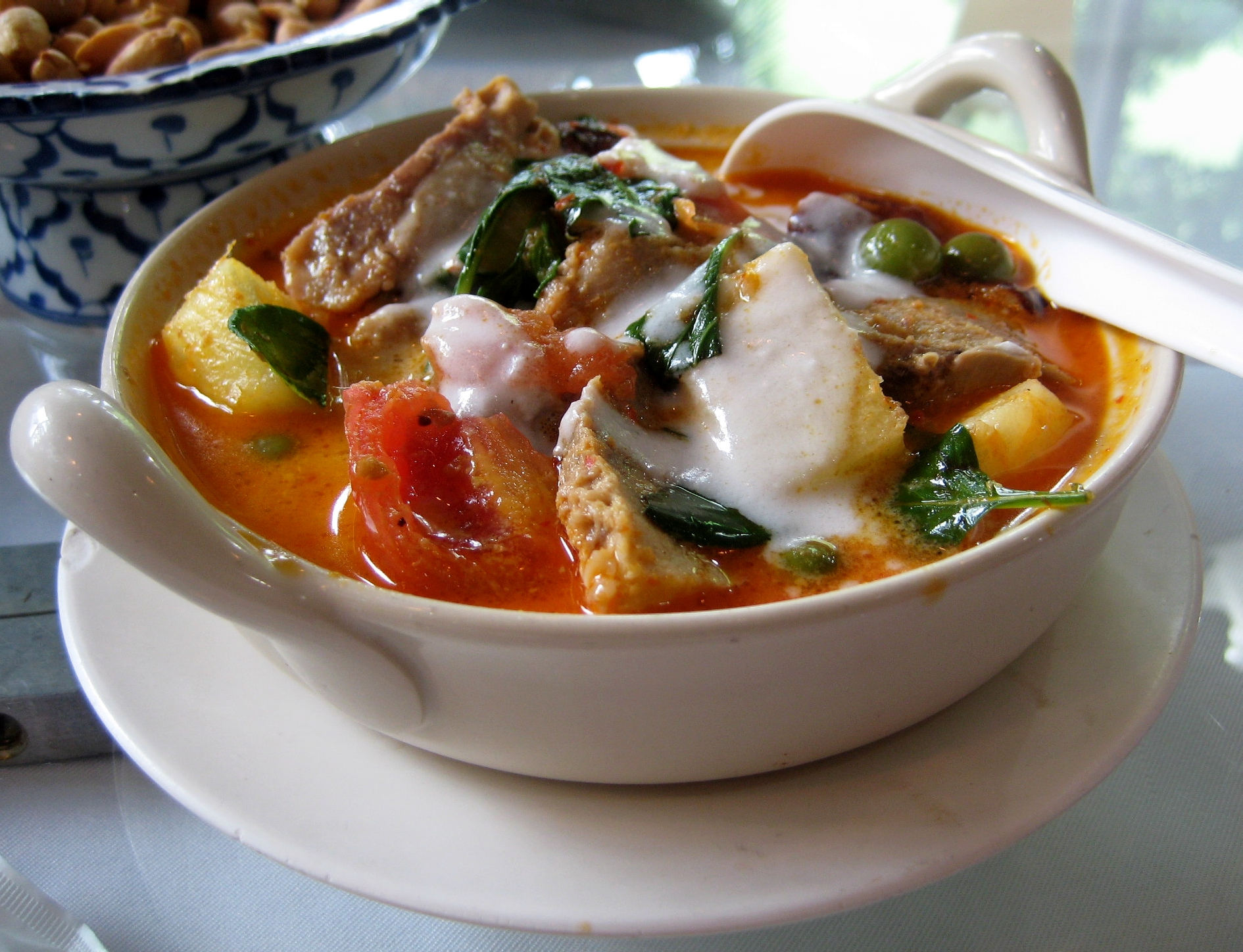
O kaeng phet pet yang (curry de pato assado tailandês) é um exemplo da antiga culinária de fusão da corte cosmopolita do Reino de Aiutaia, combinando curry vermelho tailandês, pato assado chinês e uvas originárias da Pérsia.

A culinária de fusão existe há milênios como uma forma de intercâmbio cultural, embora o termo só tenha sido definido no final do século XX. As misturas de cozinhas de diferentes culturas foram adaptadas desde o século XVI.

### Colonialismo

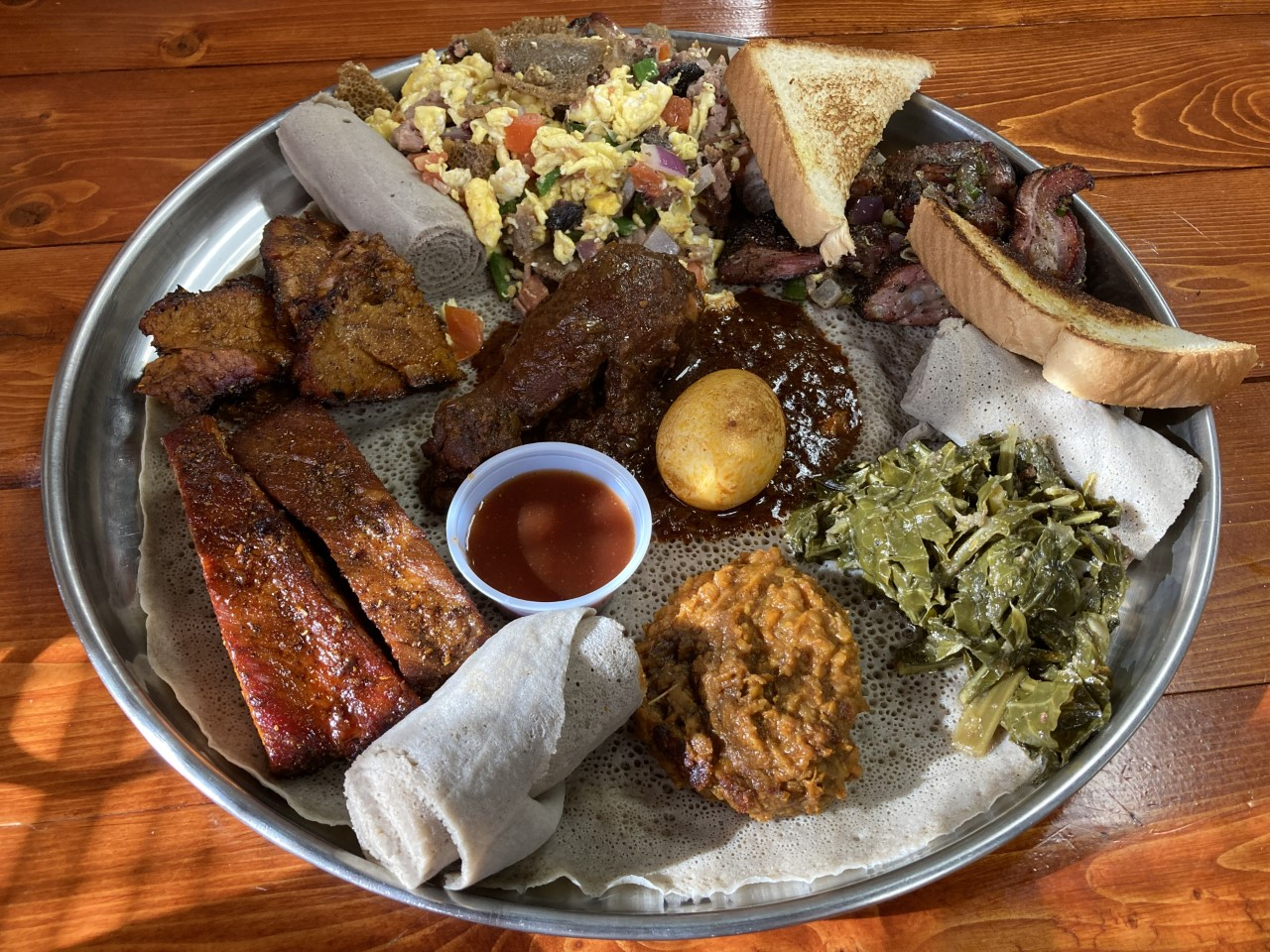
Cozinha tradicional etíope combinada com churrasco no estilo texano, incluindo carne de porco, peito defumado e torradas texanas.

Um legado duradouro do colonialismo é a comida de fusão. O comércio colonial resultou na troca de ingredientes, como o bánh mì, originário de ingredientes franceses usados na Indochina Francesa, os Jamaican patty que combinam o volume de negócios com especiarias e pimentas das possessões do Império Britânico na Ásia e na África, e o ramen, originário do "shina soba" ou macarrão chinês da ocupação do Império do Japão nos territórios insulares da China no final do século XIX e início do século XX. As empregadas domésticas indígenas participaram ativamente da criação de alimentos de fusão, misturando ingredientes e técnicas.
Juntamente com a criação de novos pratos, o colonialismo também introduziu dimensões de classe dos alimentos como capital cultural que modificou os padrões de consumo. As práticas indígenas de comer porquinhos-da-índia no Peru foram proibidas e consideradas selvagens até os movimentos recentes de recuperação das práticas alimentares, resultando no apagamento de grande parte do conhecimento tradicional das comunidades indígenas. Argumenta-se que essas hierarquias estão presentes na comida de fusão moderna, que tem sido criticada por ser retratada como culinária europeia "elevando" outras culinárias à modernidade. Os debates coloniais também se estendem ao discurso sobre a autenticidade dos alimentos, como as origens do frango tikka masala, e às críticas orientalistas sobre a comida de imigrantes que está sendo gentrificada como comida "étnica".

### Adaptação aos paladares locais
Em um clima de crescente globalização, em que culturas e culinárias frequentemente cruzam fronteiras, a culinária e os alimentos evoluem para atender aos paladares das comunidades locais, um fenômeno conhecido como "glocalização", uma junção de "localização" e "globalização". A cozinha de fusão às vezes é criada por restaurantes multinacionais, especialmente cadeias de fast food. Um exemplo importante dessa expansão globalizada corporativa é o caso dos cardápios regionais do McDonald's, que são adaptados para "refletir os diferentes gostos e tradições locais de cada país em que temos restaurantes". Além de atender às tradições alimentares regionais, o McDonald's também leva em consideração as crenças e leis religiosas, como se vê na ausência de itens de carne bovina e suína nos cardápios indianos.
Além de levar em conta as diferenças culturais ou religiosas na culinária, alguns alimentos de fusão também foram criados para atender às preferências de paladar das comunidades locais quando foram introduzidos alimentos étnicos ou culturais do exterior. Um exemplo marcante dessa adaptação é o popular California roll, que foi criado nos Estados Unidos na segunda metade do século XX. Um mito popular por trás de sua composição, que contém caranguejo, vegetais e arroz na parte externa, cita a aversão americana a ingredientes estrangeiros, como peixe cru e algas marinhas.
Esses ajustes em cozinhas estrangeiras têm origens corporativas e históricas. No exemplo do McDonald's, a criação de cardápios regionais pode ser vista como uma opção econômica para atender aos paladares e às tradições locais. Outro exemplo de alimentos de fusão popularizados é o ensopado coreano budae-jjigae, que foi criado pela combinação de ingredientes americanos como spam, salsichas Vienna e queijo fatiado, em um ensopado de kimchi, após a Guerra da Coreia, durante a qual os gostos e a influência americanos eram predominantes na Coreia.

### Papel da imigração
Os imigrantes desempenham um papel importante na formação da moderna culinária de fusão. A comida pode ser, muitas vezes, uma forma de expressão cultural que promove um relacionamento com o patrimônio de alguém, e a fusão pode surgir da criação de alimentos a partir da adaptação do imigrante de sua própria comida cultural aos ingredientes disponíveis no país ou região anfitriã. Os imigrantes podem adaptar o uso de seus ingredientes culturais às tradições culinárias locais. Por exemplo, os imigrantes vietnamitas no sul dos Estados Unidos usaram condimentos vietnamitas na culinária tradicionalmente crioula, ao mesmo tempo em que aderiram aos métodos culinários do sul. Da mesma forma, o estabelecimento da culinária sino-estadunidense tem origem em pequenas empresas de propriedade de chineses nos guetos e chinatowns americanos, sendo que muitos desses restaurantes são responsáveis pela adaptação da culinária chinesa aos paladares americanos.
Os imigrantes também podem adaptar seus sabores culturais à disponibilidade de ingredientes no país anfitrião: a culinária sino-indiana, moldada por imigrantes chineses na Índia governada pelos britânicos, geralmente usa perfis de temperos e sabores indianos, como garam masala e açafrão-da-terra. Dessa forma, as culinárias de fusão fundadas por imigrantes também desempenham um papel na formação da cultura gastronômica do país anfitrião, introduzindo novos sabores e ingredientes.
A culinária sino-indiana é um exemplo de como a migração gradual e o intercâmbio entre fronteiras internacionais compartilhadas contribuem para a culinária de fusão. Casos semelhantes são a culinária sino-coreana, que surge das diásporas chinesas na Coreia e das fronteiras compartilhadas entre a Coreia e o nordeste da China, e a culinária mexicano-americana, influenciada pela imigração mexicana no sudoeste dos Estados Unidos, que combina sabores mexicanos, indígenas americanos e europeus.
A convergência de dois ou mais grupos de imigrantes em um país anfitrião diferente também pode levar ao surgimento de cozinhas de fusão. Imigrantes chineses e latino-americanos nos Estados Unidos fundaram, em colaboração, restaurantes de fusão, servindo pratos como bolinhos chineses recheados com carne de porco tradicional assada lentamente da Península de Yucatán. Nos Estados Unidos, a culinária de fusão asiática pode constituir ingredientes multiétnicos pan-asiáticos, como o arroz, levando a uma nova forma de comida asiática "americana" que não existe na Ásia. Um exemplo popular de comida de fusão pan-asiática encontrado na América do Norte é a tigela de arroz, muitas vezes com ingredientes comumente usados juntos na Ásia, como alho com pimenta, legumes fritos com tofu. Isso ilustra o processo dinâmico entre a comida de fusão e sua relação com a solidariedade intercultural, influenciada tanto pela cultura local quanto por outras culturas de imigrantes.

### Comida de fusão moderna
As técnicas da culinária japonesa foram combinadas com as técnicas francesas na década de 1970 na França para criar a nouvelle cuisine.
Wolfgang Puck é atribuído como um dos pioneiros da culinária de fusão, com alguma controvérsia. Entretanto, seu restaurante Chinois on Main recebeu o nome do termo atribuído a Richard Wing, que na década de 1960 combinou a culinária francesa e chinesa no antigo restaurante Imperial Dynasty em Hanford, Califórnia.
O chef Norman Van Aken foi a primeira pessoa a usar o termo "cozinha de fusão" ao fazer um discurso em um simpósio em Santa Fé em 1988. Logo a jornalista Regina Schrambling escreveu sobre o trabalho de Van Aken e o termo se espalhou por todo o mundo. Norman Van Aken terminou seu discurso discutindo a história da cozinha de fusão, como o uso do café na culinária italiana. Van Aken relacionou isso ao uso do café em diferentes sobremesas, como a ricota calabresa com mousse de chocolate.